# 진열창

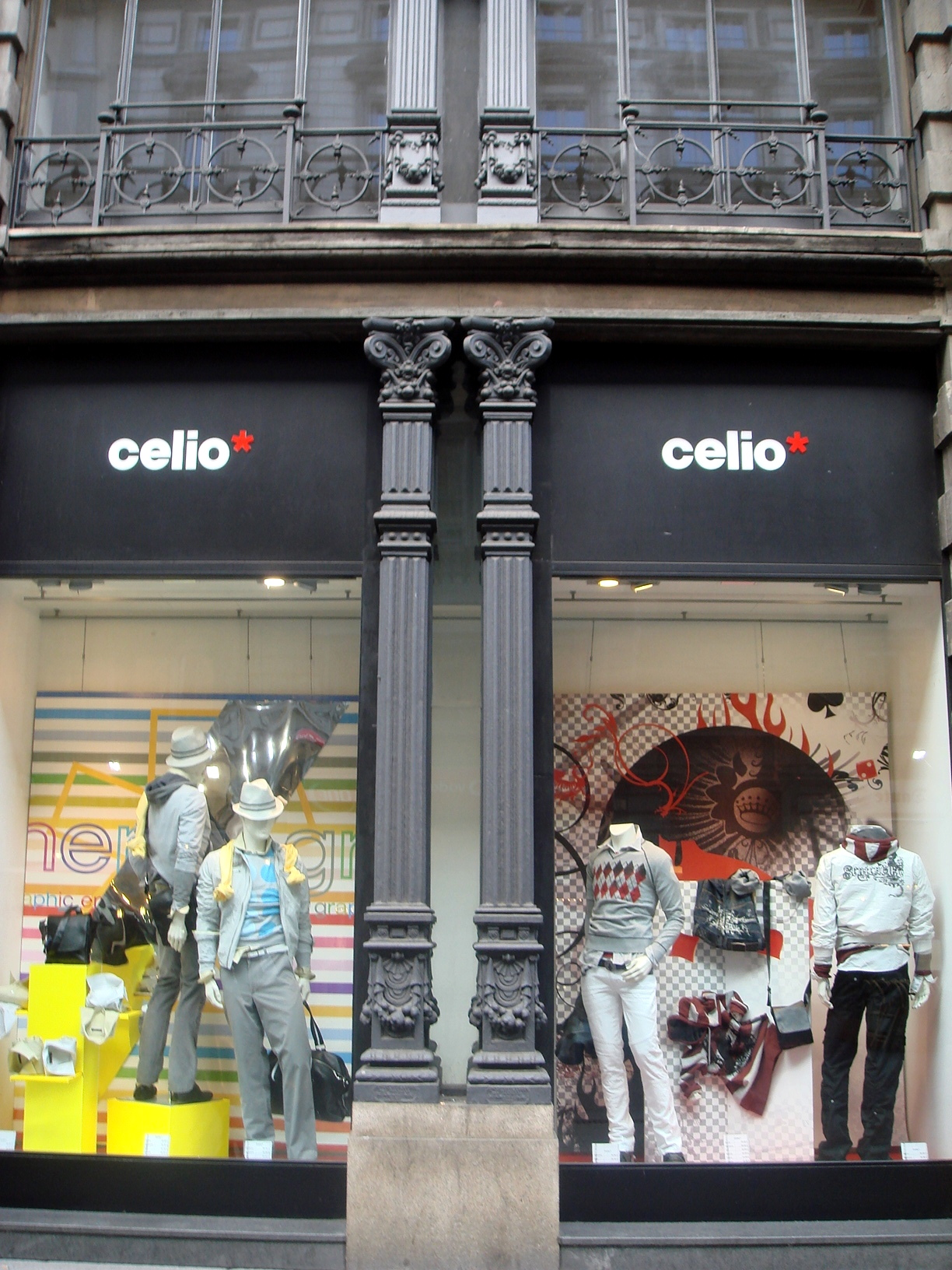
밀라노의 옷가게

진열창(陳列窓)은 상점 · 백화점 등의 매장에 설치된 유리 벽의 장식장이다. 손님에게 구매 의욕을 높이는 것을 목적으로 한다.